# Othon (Corneille)
Othon és una tragèdia de Pierre Corneille representada per primera vegada l'agost de 1664 a Fontainebleau, i després a l'Hôtel de Bourgogne, el 5 de novembre del mateix any.

## Argument
L'obra ressegueix la fi del regnat de Galba, nou emperador romà però dèbil ancià, completament a mans dels seus tres favorits Lacus, Martian i Vinius. Othon compta en esposar a Pautine, la filla de Vinius, perquè l'estima però sobretot per escapar de les amenaces dels altres favorits. Però Vinius sol·licita abans la mà de la filla de Galba, Camille, per esdevenir el successor de l'imperi. Però les maniobres de Lacus i Martian porten a Galba a escollir Pison com successor i marit de la seva filla. És finalment la participació de l'exèrcit rebel·lat contra l'emperador qui permet a Othon, sempre sota la impulsió de Vinius, d'enderrocar a Galba i de prendre'l el poder.

## Personatges
- Galba, emperador de Roma
- Vinius, cònsol
- Othon, senador romà, amant de Plautine
- Lacus, prefecte del pretori
- Camille, neboda de Galba
- Plautine, filla de Vinius, amant d'Othon
- Martian, llibert de Galba
- Albin, amic d'Othon
- Albiane, germana d'Albin, et dama d'honor de Camille
- Flavie, amiga de Plautine
- Atticus, Rutile, soldats romans.

## Filmografia
El realitzador francès Jean-Marie Straub proposa el 1970 un film "Les Yeux ne veulent pas en tout temps se fermer, ou Peut-être qu'un jour Rome se permettra de choisir à son tour", a partir de l'Othon de Corneille. Prop de quaranta anys més tard, el 2009, va fer recitar a l'actriu Cornelia Geiser una estrofa en el film Corneille-Brecht.